# 4P/Faye
4P/Faye (ook wel de "komeet van Faye" genoemd , Faye's Comet of Comet Faye) is een komeet die door Hervé Faye werd ontdekt in het Observatorium van Parijs.
De komeet werd eerst door Faye gezien op 23 november 1843, maar door slecht weer kon men hem pas bevestigen op 25 november. Ondertussen was de komeet al een maand zijn perihelium gepasseerd waardoor hij steeds moeilijker zichtbaar was. Ook Otto Wilhelm von Struve bevestigde de waarneming van deze komeet.
In 1844 berekende Thomas James Henderson dat de komeet een korte omlooptijd had. Urbain Le Verrier berekende de posities van de komeet voor de verschijning in 1851 en de komeet werd enige tijd ervoor op 28 november 1850 gezien door James Challis.
Men schat dat de komeet een diameter van 3,5 km heeft.